# Pes pouštní
Pes pouštní či pes Sechura (Lycalopex sechurae, synonymum Pseudalopex sechurae) je velmi malá šelma z čeledi psovitých (Canidae) z aridních oblastí Jižní Ameriky.

## Výskyt
Areál psa pouštního se nalézá v Jižní Americe, v pásmu pobřežních pustin od středního Peru až po jižní Ekvádor. Obývá především planiny, suché lesy a pláže. Vystupuje jen do výše 1000 m n. m. Často se zdržuje u pouště Sechura, odkud je odvozeno jeho odborné druhové a české synonymní jméno. Blízkosti člověka se vyhýbá.

## Popis
Je to velmi malá šelma, délka jeho těla se pohybuje 50 až 78 cm, z toho ocas tvoří podstatnou část délky těla, 25 až 37 cm. Hmotnost psa pouštního se pohybuje od 2,6 do 4,2 kg. Má poměrně krátké nohy, ale zato silný a huňatý ocas, připomínající spíše ocas lišky. Zbarvení je nejčastěji šedé se zlatým podkladem, může být však i krémové barvy. Má červenohnědě zbarvené vnější strany uší, okolí očí a nohy. Zuby jsou poměrně malé, adaptované na hmyz a drobnou potravu, avšak s typickou stavbou chrupu psovitých šelem. Zubní vzorec: I 3/3, C 1/1, P 4/4, M 2/3 = 42.

## Biologie
Pes pouštní je noční šelma. Přes den se ukrývá někde ve stínu pod stromy, v houští, ale i v podzemních norách. Potravu tvoří hlavně brouci, hlodavci, menší ptáci, mršiny, vejce ale i části rostlin. Rostlinná strava může nějakou dobu tvořit i hlavní či dokonce výhradní část jídelníčku. Dokáže vydržet na psovitou šelmu poměrně dlouhé období bez vody, případně si vystačit jen s takovým zdrojem vody, jako je ranní rosa. Většinou žije samotářsky, občas byl spatřen v párech. O reprodukci je známo jen málo. Potravními konkurenty v okrajových oblastech jsou mu větší příbuzní pes argentinský a pes horský.